# Bükkösd
Bükkösd je vas na Madžarskem, ki upravno spada v podregijo Szentlőrinci Županije Baranja.